# Flobecq
Flobecq (en néerlandais : Vloesberg, en picard : Flôbek) est une commune francophone à facilités dans la province de Hainaut de la Région wallonne de Belgique.
C'est une des communes à facilités linguistiques pour néerlandophones.
Au 1er janvier 2025, la population totale de cette commune est de 3 441 habitants. La superficie totale est de 23,28 km2, soit une densité de 148 habitants/km² .

## Géographie
Le sommet des Collines (Pottelberg) atteint 157 mètres à La Houppe.
Le Pays des Collines est une région naturelle sise entre l'Escaut et la Dendre (Belgique), caractérisée par son aspect vallonné. Topographiquement, elle est la même que la région appelée « Ardennes flamandes » de la Région flamande immédiatement voisine. Son sommet, le Pottelberg (157 mètres) se trouve à Flobecq, à la frontière des deux régions linguistiques. Administrativement, le Pays des Collines se trouve dans la province de Hainaut (Région wallonne de Belgique).
Le 13 mai 1997, le Parc naturel du Pays des Collines fut officiellement reconnu par la Région wallonne : il est composé des communes d'Ellezelles, Flobecq, Frasnes-lez-Anvaing, Mont-de-l'Enclus et d'une partie de la commune d'Ath (sections de Mainvault, Houtaing et Ostiches) . La Maison du Pays des Collines dresse la liste des activités, festivités, hébergements, balades .
Flobecq appartient à la Wallonie picarde, où est parlé le picard .
La gare de Flobecq est mise en service le 5 juin 1882, par l'administration des chemins de fer de l'État belge, dans le cadre de la ligne 87 d'Enghien à Tournai .

## Démographie
- Source: DGS , de 1831 à 1981=recensements population; à partir de 1990 = nombre d'habitants chaque 1 janvier[2]

## Histoire

### Terre des Débats
La terre de Flobecq, tout comme celle de Lessines, se trouvait sur la limite du Hainaut et du comté d'Alost et était occupée par le châtelain d'Audenarde. Primitivement, la plus grande partie de ces territoires étaient une dépendance du comté d'Alost, mais il est vraisemblable que la langue romane dont usaient les habitants les avaient rapprochés de leurs voisins du Hainaut. Le châtelain d'Audenarde, au lendemain du jour où Rodolphe de Habsbourg avait prononcé sa sentence contre Gui de Dampierre, s'était empressé de faire hommage au Hainaut (1280).
La cour des barons de Flandre, convoquée par le comte et présidée par son fils Robert, avait affirmé, en 1281, les droits de la Flandre et une série d'enquêtes se suivirent, dont le comte de Hainaut refusa généralement d'accepter les conclusions.
Ce qui compliquait la solution, c'est que ces territoires comprenaient des alleux et des fiefs, et que parmi ces fiefs les uns paraissaient dépendre du Hainaut, les autres de la Flandre.
Une sentence arbitrale prononcée en 1310 et qui embrassait d'autres points litigieux, relatifs à la Zélande, à la Flandre impériale et au Cambraisis, portait en substance au sujet des « terres de débat » (qui comprenaient Lessines, Bois-de-Lessines, Ogy, Zarlardinge, Everbeek, Acren, Papignies, Isières, Lenseghem, Tongre, Bauffe, les bois de Pottelsberghe et de La Louvière, Flobecq, Ghoy, Wodecq et Ellezelles), que la ville de Lessines et sa châtellenie, le château de Flobecq et son enceinte, les moulins jusqu'au ruisseau venant de Puvinage, les bois de Pottelsberghe et de La Louvière ainsi que l'hommage de Maulde étaient à la Flandre, que la ville de Flobecq appartenait au Hainaut. Enfin, la terre d'Ende devait être partagée suivant cerclemenage. Un premier dictum, prononcé par Robert de Béthune en 1282, avait reconnu qu'en dehors des fossés du château, la ville de Flobecq était un alleu du sire d'Audenarde.
L'affaire traîna en longueur. En 1333, un arrangement arrêté entre Louis de Nevers et Guillaume de Hainaut décida que ce dernier conserverait les terres de Lessines et de Flobecq, mais qu'il relèverait de la Flandre tout ce qui dans lesdites terres appartenait au comté d'Alost. C'était laisser en suspens le fond de la controverse ; de là de nouvelles enquêtes dont les témoignages sont en grande partie contradictoires et qui paraissent n'avoir jamais abouti.
Le Hainaut demeura en possession. En 1368, le comte Aubert reconnaît tenir en fief de la Flandre le château, la ville et la châtellenie de Lessines, le château de Flobecq, la basse-cour, les chingles et toute la pourchainté et une partie de la ville de Flobecq. Il s'engage à en traiter les gens suivant la coutume de Flandre et d'Alost, et encore, le 28 septembre 1418, Philippe de Bourgogne mande au bailli d'Alost que Jacqueline de Bavière ayant cédé à sa mère les seigneuries de Lessines et de Flobecq, elle doit être admise à l'hommage en présence des hommes du perron d'Alost.

### Frontière linguistique
Lorsque la Frontière linguistique a été fixée en 1962, les hameaux néerlandophones de La Houppe et La Hutte se trouvaient dans la commune de Flobecq. Le hameau de La Houppe se compose de deux parties : une partie touristique dans les bois près de Flobecq, et une partie sur la route N48 (Belgique) Renaix- Brakel. Ce hameau est resté flamand depuis des générations, il possède ses propres église et école, se rattache aux communes flamandes environnantes, et est relativement éloigné de Flobecq. Les responsables politiques francophones ne voulaient pas que le hameau de Flobecq soit cédé à la Flandre parce que la commune de Flobecq avait trop investi dans l'infrastructure touristique. La proposition de transférer le hameau flamand et maintenir à Flobecq le centre touristique et le bois a également été rejetée car, selon les francophones, il était inacceptable que Flobecq doive supporter en même temps les charges du hameau touristique et perdre les revenus de l'autre partie du hameau qui contribue à supporter ces charges. On a ainsi décidé de ne pas transférer le hameau à la Flandre orientale mais de faire de Flobecq dans son intégralité une commune à facilités. Le hameau de La Hutte fut par contre joint à la commune d'Opbrakel,.

## Héraldique
|  | La commune possède des armoiries qui lui ont été octroyées le 29 mai 1996. Elles sont basées sur un vieux sceau de la commune daté du XVIe siècle. Blasonnement : D'argent à un château fort d'azur, maçonné, ouvert et ajouré du champ, à trois tours crénelées de trois pièces, la tour centrale plus haute que les deux autres, la porte hersée à mi-hauteur - Délibération communale : 18 septembre 1995 - Arrêté de l'exécutif de la communauté : 29 mai 1996 |

## Vie politique
Le bourgmestre est Philippe Mettens (PS) depuis 2001. Entre 2001 et 2011, Philippe Mettens était bourgmestre faisant fonction à cause de l'empêchement légal (en droit administratif belge) dont était l'objet Rudy Demotte durant l'exercice de son mandat de ministre. Depuis le départ en 2011 de Rudy Demotte (PS) élu bourgmestre de la ville de Tournai, Philippe Mettens occupe pleinement la fonction. Il a été réélu en octobre 2012, mais les élections d'octobre 2024 donnent une nouvelle majorité. composée d'élus de Audacité-Les Engagés et du MR

### Conseil et collège communal 2024-2030
Ci-dessous, le tableau des résultats des élections communales de 2024.
| Parti | Parti                | Voix (2024) | Voix (2018) | % (2024) | % (2018) | +/-    | Sièges | +/- | Collège |
| ----- | -------------------- | ----------- | ----------- | -------- | -------- | ------ | ------ | --- | ------- |
|       | Audacité-Les Engagés | 678         | -           | 29,83%   | -        | 0.0 %  | 4 / 13 | 4.0 | Oui     |
|       | MR                   | 760         | 665         | 33,44%   | 28,43%   | 5.01 % | 4 / 13 | 1.0 | Oui     |
|       | Flobecq Vivacité     | 835         | -           | 36,74%   | -        | 0.0 %  | 5 / 13 | 5.0 | Non     |
|       | Respect              | -           | 425         | -        | 18,17%   | 0.0 %  | - / 13 | 2.0 | Non     |
|       | FLOBECQ-VIVA         | -           | 1.215       | -        | 51,95%   | 0.0 %  | - / 13 | 8.0 | Non     |
|       | L B L C P            | -           | 34          | -        | 1,45%    | 0.0 %  | - / 13 | 0.0 | Non     |
| Total | Total                | 2 273       | 2 339       | 100 %    | 100 %    |        | 13     |     |         |

| Collège communal   |                      |                                    |
| ------------------ | -------------------- | ---------------------------------- |
| Bourgmestre        | Dominique Marcil     | MR                                 |
| 1er Échevin        | Xavier Vancoppenolle | Les Engagés - Audacité-Les Engagés |
| 2e Échevine        | Andrée D'Hulster     | MR                                 |
| 3e Échevin         | Carlo De Wolf        | Audacité-Les Engagés               |
| Présidente du CPAS | Catherine Rasmont    | MR                                 |

### Jumelages
- Cairanne (France)
- Žďár nad Sázavou (Tchéquie)

## Économie
La population a en grande partie ses activités dans les services et commerces, et dans les professions libérales, alors que la commune compte beaucoup de terres boisées (18,9%) et de terres agricoles (63,8%) .